# Список консулов-десигнатов Древнего Рима
Здесь представлен список консулов-десигнатов — людей, которые были избраны или предназначены на высшую политическую должность Римской республики или Римской империи — консула, но по какой-то причине не сумели вступить в должность в начале года: по причине смерти, опалы или в связи с изменениями в имперской администрации.

## VI век до н. э.—II век до н. э.
| Год              | Назначенный в консулы                                          | Замена консулу                                            | Причина, по какой не смог вступить в должность                                 |
| ---------------- | -------------------------------------------------------------- | --------------------------------------------------------- | ------------------------------------------------------------------------------ |
| 393 год до н. э. | Луций Валерий Потит Публикола и Публий Корнелий Малугинен Косс | Луций Лукреций Триципитин Флав и Сервий Сульпиций Камерин | Отказались от магистратуры, прежде чем вступили в должность                    |
| 220 год до н. э. | Марк Валерий Левин и Квинт Муций Сцевола                       | Квинт Лутаций Катул и Луций Ветурий Филон                 | Отказались от магистратуры, прежде чем вступили в должность                    |
| 215 год до н. э. | Луций Постумий Альбин                                          | Марк Клавдий Марцелл                                      | До вступления в должность был убит в Цизальпинской Галлии                      |
| 108 год до н. э. | Квинт Гортензий                                                | Марк Аврелий Скавр                                        | Был избран, но подвергся судебному преследованию ещё до вступления в должность |

## I век до н. э.
| Год             | Назначенный в консулы                       | Замена консулу                                     | Причина, по какой не смог вступить в должность |
| --------------- | ------------------------------------------- | -------------------------------------------------- | --- |
| 68 год до н. э. | Сервилий Ватия                              | Нет                                                | Был избран консулом-суффектом после смерти Луция Цецилия Метелла, но сам скончался ещё до вступления в должность                                                                           |
| 65 год до н. э. | Публий Корнелий Сулла и Публий Автроний Пет | Луций Аврелий Котта и Луций Манлий Торкват         | Осуждены за дачу взяток избирателям до вступления в должность |
| 42 год до н. э. | Децим Юний Брут Альбин                      | Марк Эмилий Лепид                                  | Был предназначен в консулы ещё в 45 году до н. э. Гаем Юлием Цезарем, однако принял участие в его убийстве, а затем в гражданской войне и в должность не вступил                           |
| 41 год до н. э. | Гай Кассий Лонгин и Марк Юний Брут          | Луций Антоний и Публий Сервилий Ватия Исаврик (II) | Предназначены в консулы ещё Гаем Юлием Цезарем, но приняли участие в его убийстве, а затем в гражданской войне, во время которой погибли, не вступив в должность                           |
| 39 год до н. э. | Квинт Сальвидиен Руф                        | Луций Марций Цензорин (?)                          | Выдвинут на должность консула Октавианом, но его предложение Марку Антонию предать Октавиана оказалось известным, и он был либо убит, либо покончил жизнь самоубийством в 40 году до н. э. |
| 33 год до н. э. | Секст Помпей Магн                           | Луций Волькаций Тулл (?)                           | В рамках Мизенского договора Сексту Помпею было обещано консульство в этом году. Он был казнён в 35 году до н. э. после ссоры с Октавианом                                                 |
| 31 год до н. э. | Марк Антоний                                | Марк Валерий Мессала Корвин                        | По уговору с Октавианом Антоний должен был получить консульство, хотя он требовал утверждения, в Риме его не признали                                                                      |
| 23 год до н. э. | Авл Теренций Варрон Мурена                  | Гней Кальпурний Пизон                              | Умер перед вступлением в должность |

## I век
| Год    | Назначенный в консулы                      | Замена консулу           | Причина, по которой не смог вступить в должность |
| ------ | ------------------------------------------ | ------------------------ | --- |
| 4 год  | Луций Юлий Цезарь Випсаниан                | Публий Виниций (?)       | Во 2 году до н. э. Луций Цезарь был назначен консулом на 4 год, однако он скончался во 2 году прежде, чем смог вступить в должность                       |
| 40 год | Марк Кокцей Нерва                          | Нет                      | Назначен консулом на 40 год, однако скончался ещё до вступления в должность                                                                               |
| 49 год | Гай Силий                                  | Гай Помпей Лонг Галл (?) | Был предназначен в консулы императором Клавдием, но казнён по обвинению в заговоре после того, как тайно женился на супруге императора, Валерии Мессалине |
| 65 год | Плавтий Латеран                            |                          | Назначен консулом на 65 год, но был убит за свою причастность к заговору Пизона, направленного против императора Нерона                                   |
| 68 год | Цингоний Варрон                            |                          | Предназначен в консулы императором Нероном, но был убит по приказу его преемника, Гальбы, после неудавшегося мятежа Нимфидия Сабина                       |
| 69 год | Публий Петроний Турпилиан                  |                          | Предназначен в консулы на 68 год, но был казнён по приказу Гальбы по дороге в Рим                                                                         |
| 70 год | Публий Валерий Марин                       | Децим Валерий Азиатик    | В 69 году назначен Гальбой консулом на следующий год, но после смерти императора его постановление было отменено                                          |
| 70 год | Децим Валерий Азиатик                      | Тит Цезарь Веспасиан     | Предназначен консулом императором Вителлием, но его консульство было отложено в связи с восхождением на престол Веспасиана                                |
| 83 год | Марк Помпей Сильван Стаберий Флавиан (III) |                          | Назначен консулом императором Домицианом, но скончался ещё до вступления в должность                                                                      |

## II век
| Год     | Назначенный в консулы | Замена консулу | Причина, по какой не смог вступить в должность                                |
| ------- | --------------------- | -------------- | ----------------------------------------------------------------------------- |
| 128 год | Публий Метилий Непот  |                | Предназначен в консулы на 128 год, но скончался ещё до вступления в должность |
| 180 год | Гней Юлий Вер (II)    |                | Назначен консулом на 180 год, однако скончался до вступления в должность      |

## III век
| Год | Назначенный в консулы | Замена консулу | Причина, по какой не смог вступить в должность |
| --- | --------------------- | -------------- | ---------------------------------------------- |
| ?   | Осторий Евходиан      | ?              | ?                                              |

## IV век—V век
| Год         | Назначенный в консулы              | Замена консулу                         | Причина, по какой не смог вступить в должность |
| ----------- | ---------------------------------- | -------------------------------------- | --- |
| 338 год     | Квинт Флавий Месий Эгнаций Лоллиан | Флавий Урс или Флавий Полемий          | Был, по-видимости, назначен консулом на 338 год, однако после смерти Константина I в мае 337 г. смещен (вместе с ещё одним, неизвестным по имени консулом) и заменен Урсом и Полемием, вероятно, в награду последним за их участие в уничтожении оппозиции сыновьям Константина I летом 337 г. |
| 350 год (?) | Флавий Евгений                     | Флавий Сергий или Флавий Нигриниан (?) | Умер до вступления в должность. |
| 377 год     | Луций Аврелий Авианий Симмах       | Флавий Меробавд                        | В 376 году он был избран консулом на 377 год, но умер, так и не успев вступить в должность |
| 385 год     | Веттий Агорий Претекстат           | Флавий Бавтон                          | Он был избран консулом 385 года, но скончался и не успел вступить в должность |
| 401 год     | Гайна                              | Флавий Фравитта                        | В 400 году был предназначен в консулы на следующий год императором Аркадием, но был убит во время мятежа, организованного Элией Евдоксией |